# Линия Дэнъэнтоси (Токю)
Линия Дэнъэнтоси (яп. 東急田園都市線 то:кю: дэнъэнтоси сэн) — железнодорожная линия частного японского железнодорожного оператора Tokyu Corporation. Линия протянулась на 31,5 километра от станции Сибуя в Токио через юго-западные пригороды до станции Тюо-Ринкан в городе Ямато префектуры Канагава. Большинство составов продолжают движение по линии Хандзомон от станции Сибуя. На всех станциях линии установлены автоматические платформенные ворота.

## История
6-го марта 1907 года открылась первая секция трамвайной линии компании Tamagawa Electric Railway (яп. 玉川電気鉄道 тамагава дэнки тэцудо:, Тамадэн) Линия Тамагава (яп. 玉川線 тамагава сэн) (отличная от ныне существующей Линии Тамагава (яп. 東急多摩川線 то:кю: тамагава сэн)) между станцией Сибуя и районом нынешней станции Футако-Тамагава. Позже были открыты два ответвления: Линия Кинута (яп. 砧線 кинута сэн) (1 марта, 1924) от Футако-Тамагава до района Кинута, Линия Сэтагая (18 января, 1925) от станции Сангэндзяя.
1-го апреля 1938 года линия перешла в собственность компании Tokyo Yokohama Electric Railway (яп. 東京横浜電気鉄道 то:кё: ёкохама дэнки тэцудо:) (Tokyu Corporation), которая наряду со своей основной линией Тоёко, так же владела линией Мидзонокути (яп. 溝の口線 мидзонокути сэн) идущей от станции Футако-Тамагава до станции Мидзонокути. Линии были объединены в одну, а 1-го июля 1943 года, в данную систему была так же интегрирована Линия Оимати идущая от станции Оимати.
Линия Оимати была переименована в линию Дэнъэнтоси 11-го октября 1963 года, а 1 апреля 1968-го был открыт новый участок линии до станции Нагацута.
11-го мая 1969 года были закрыты старые линии Тамагава и Кинута, и начато строительство новой подземной линии Син-Тамагава. Новая линия начала обслуживать пассажиров 7-го апреля 1977 года на участке от станции Сибуя до станции Футако-Тамагава, сквозное сообщение с линией Дэнъэнтоси началось 16-го ноября того же года.
12-го августа 1979 года участок от станции Оимати до станции Футако-Тамагава был выделен в отдельную линию которая получила прежнее название — Линия Оимати. В это же время было открыто сквозное сообщение с линией Хандзомон.
Последний участок линии от станции Цукимино до станции Тюо-Ринкан был открыт 9-го апреля 1984 года. Линия Син-Тамагава официально вошла в состав линии Дэнъэнтоси 6-го августа 2000 года.
19-го марта 2003 года было открыто сквозное сообщение с линиями Исэсаки и Никко компании Tobu Railway от станции Осиагэ.

## Виды обслуживания
Практически все составы на линии продолжают движение далее по линии Хандзомон. Около половины таких составов продолжают движение далее от станции Осиагэ, конечной станции линии Хандзомон, по линиям Исэсаки (до станции Куки) и Никко (до станции Минами-Курихаси).
Local (яп. 普通 фуцу:) (L)
Останавливается на каждой станции.
Semi-Express (яп. 準急 дзюнкю:) (SE)
По утрам будних дней, составы ходят только в сторону станции Сибуя.
Express (яп. 急行 кю:ко:) (Ex)
В дневное 4 состава в час в каждом направлении.

## Станции
| Станция                                | Японское название | Расстояние (км) | L | SE | Ex | Пересадки | Расположение    | Расположение |
| -------------------------------------- | ----------------- | --------------- | - | -- | -- | --- | --------------- | ------------ |
| Продолжают движение по○линии Хандзомон |                   |                 |   |    |    | |                 |              |
| Сибуя                                  | 渋谷              | 0.0             | S | S  | S  | - Линия Тоёко - Линия Яманотэ - Линия Сайкё - Линия Сёнан-Синдзюку - Линия Инокасира - ○Линия Хандзомон (Z-01, сквозное) - ○Линия Гиндза (G-01) - ○Линия Фукутосин (F-16) | Сибуя           | Токио        |
| Икэдзири-Охаси                         | 池尻大橋          | 1.9             | S | S  |    | | Мэгуро, Сэтагая | Токио        |
| Сангэндзяя                             | 三軒茶屋          | 3.3             | S | S  | S  | Линия Сэтагая | Сэтагая         | Токио        |
| Комадзава-Дайгаку                      | 駒沢大学          | 4.8             | S | S  |    | | Сэтагая         | Токио        |
| Сакура-Симмати                         | 桜新町            | 6.3             | S | S  |    | | Сэтагая         | Токио        |
| Ёга                                    | 用賀              | 7.6             | S | S  |    | | Сэтагая         | Токио        |
| Футако-Тамагава                        | 二子玉川          | 9.4             | S | S  | S  | Линия Оимати | Сэтагая         | Токио        |
| Футако-Синти                           | 二子新地          | 10.1            | S |    |    | | Кавасаки        | Канагава     |
| Такацу                                 | 高津              | 10.7            | S |    |    | | Кавасаки        | Канагава     |
| Мидзонокути                            | 溝の口            | 11.4            | S | S  | S  | Линия Намбу (Мусаси-Мидзонокути) | Кавасаки        | Канагава     |
| Кадзигая                               | 梶が谷            | 12.2            | S |    |    | | Кавасаки        | Канагава     |
| Миядзакидай                            | 宮崎台            | 13.7            | S |    |    | | Кавасаки        | Канагава     |
| Миямаэдайра                            | 宮前平            | 14.7            | S |    |    | | Кавасаки        | Канагава     |
| Сагинума                               | 鷺沼              | 15.7            | S | S  | S  | | Кавасаки        | Канагава     |
| Тама-Плаза                             | たまプラーザ      | 17.1            | S | S  | S  | | Иокогама        | Канагава     |
| Адзамино                               | あざみ野          | 18.2            | S | S  | S  | Yokohama Municipal Subway Синяя Линия | Иокогама        | Канагава     |
| Эда                                    | 江田              | 19.3            | S |    |    | | Иокогама        | Канагава     |
| Итигао                                 | 市が尾            | 20.6            | S |    |    | | Иокогама        | Канагава     |
| Фудзигаока                             | 藤が丘            | 22.1            | S |    |    | | Иокогама        | Канагава     |
| Аобадай                                | 青葉台            | 23.1            | S | S  | S  | | Иокогама        | Канагава     |
| Тана                                   | 田奈              | 24.5            | S |    |    | | Иокогама        | Канагава     |
| Нагацута                               | 長津田            | 25.6            | S | S  | S  | - Линия Кодомонокуни - Линия Иокогама | Иокогама        | Канагава     |
| Цукусино                               | つくし野          | 26.8            | S |    |    | | Матида          | Токио        |
| Судзукакэдай                           | すずかけ台        | 28.0            | S |    |    | | Матида          | Токио        |
| Минами-Матида                          | 南町田            | 29.2            | S |    | S1 | | Матида          | Токио        |
| Цукимино                               | つきみ野          | 30.3            | S |    |    | | Ямато           | Канагава     |
| Тюо-Ринкан                             | 中央林間          | 31.5            | S | S  | S  | Линия Эносима | Ямато           | Канагава     |

Примечание:
- S1: По субботам и праздничным дням скорые составы останавливаются на станции Минами-Матида.

## Подвижной состав

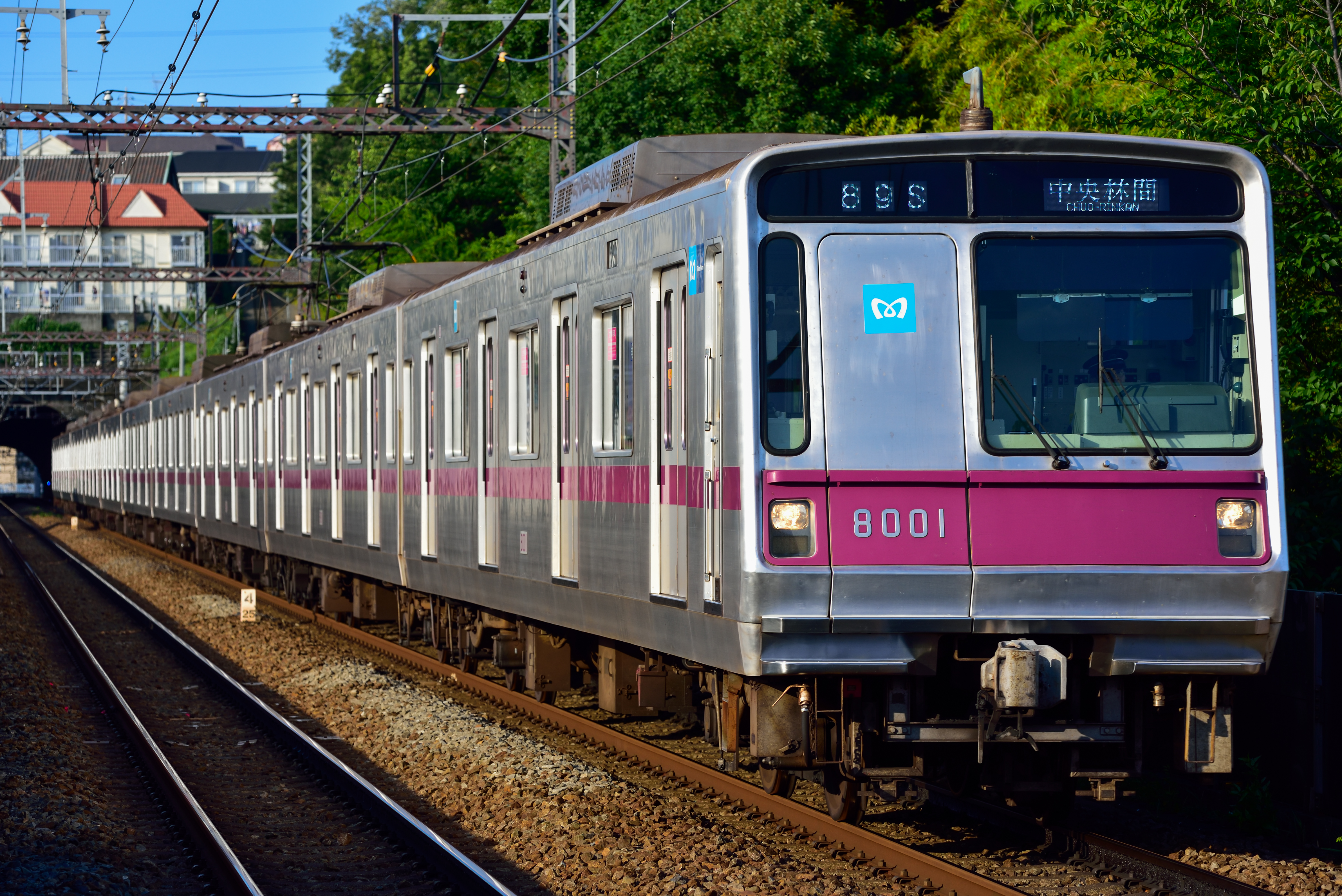
Tokyo Metro 8000 series
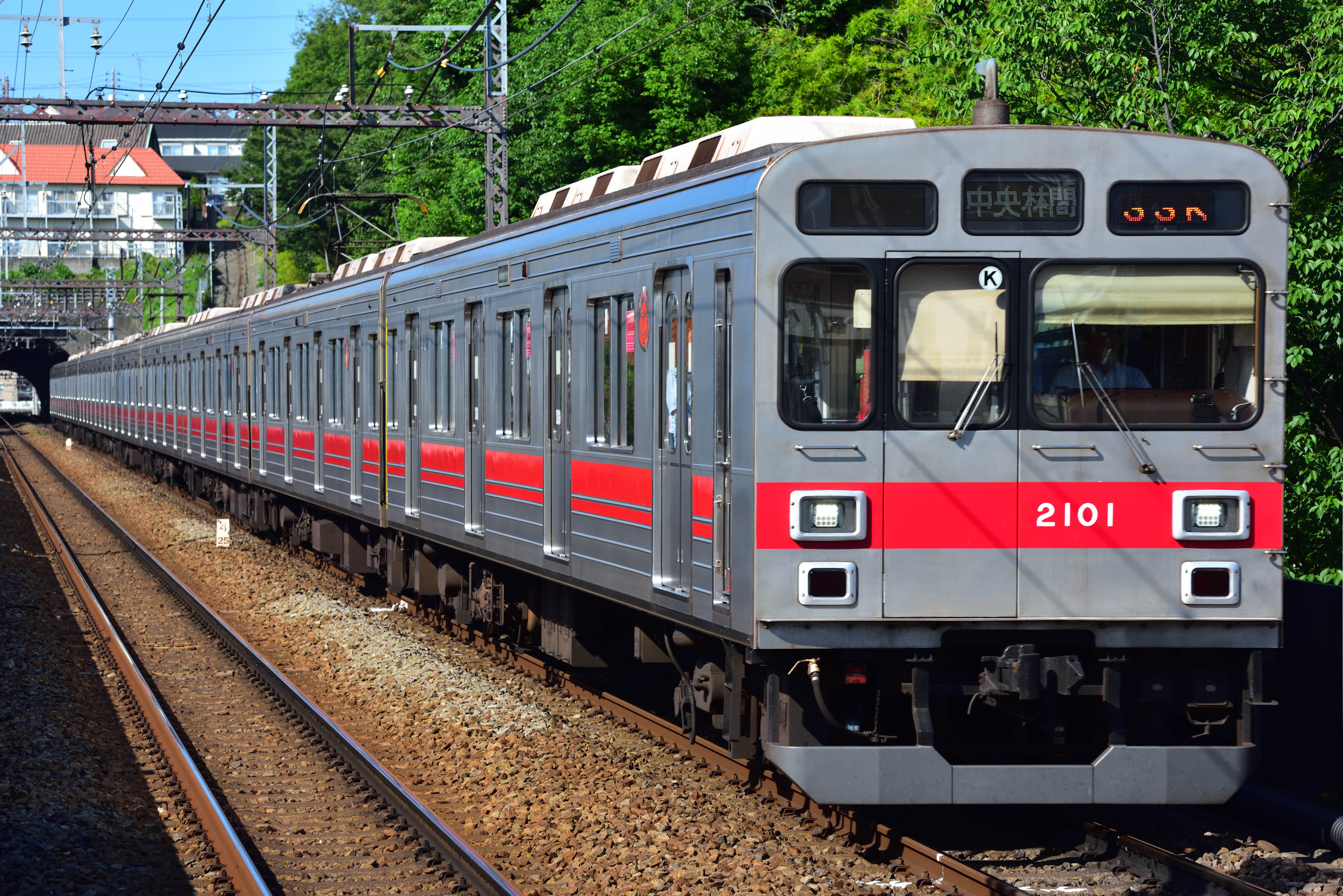
Tokyu 2000 series
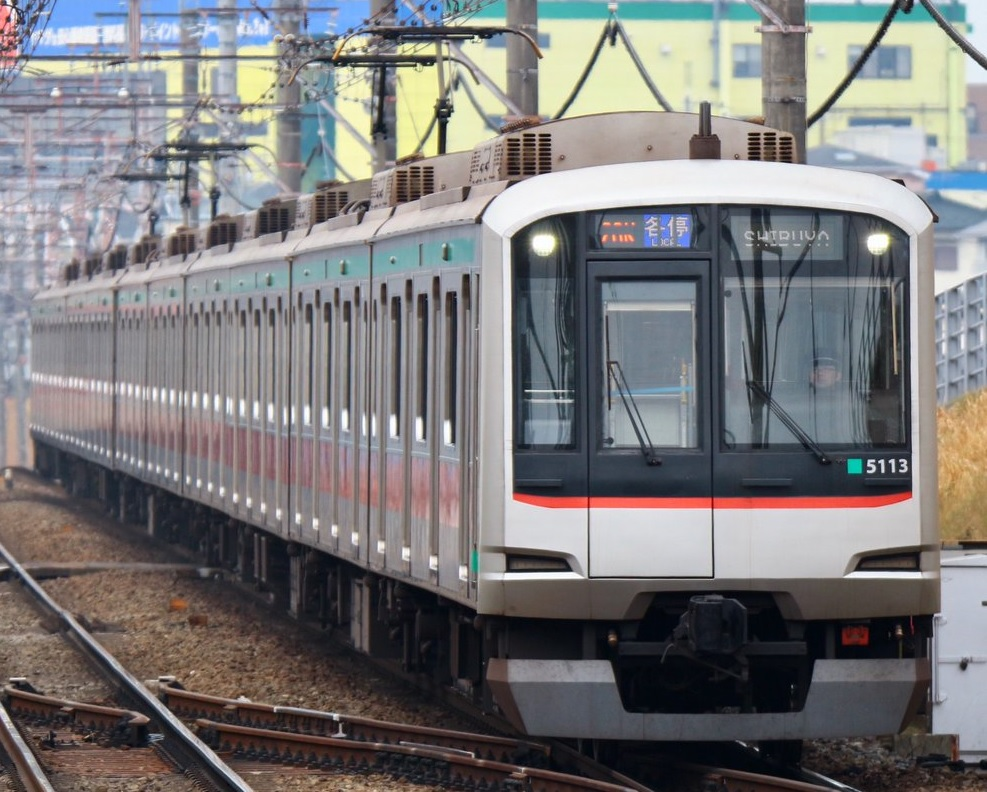
Tokyu 5000 series
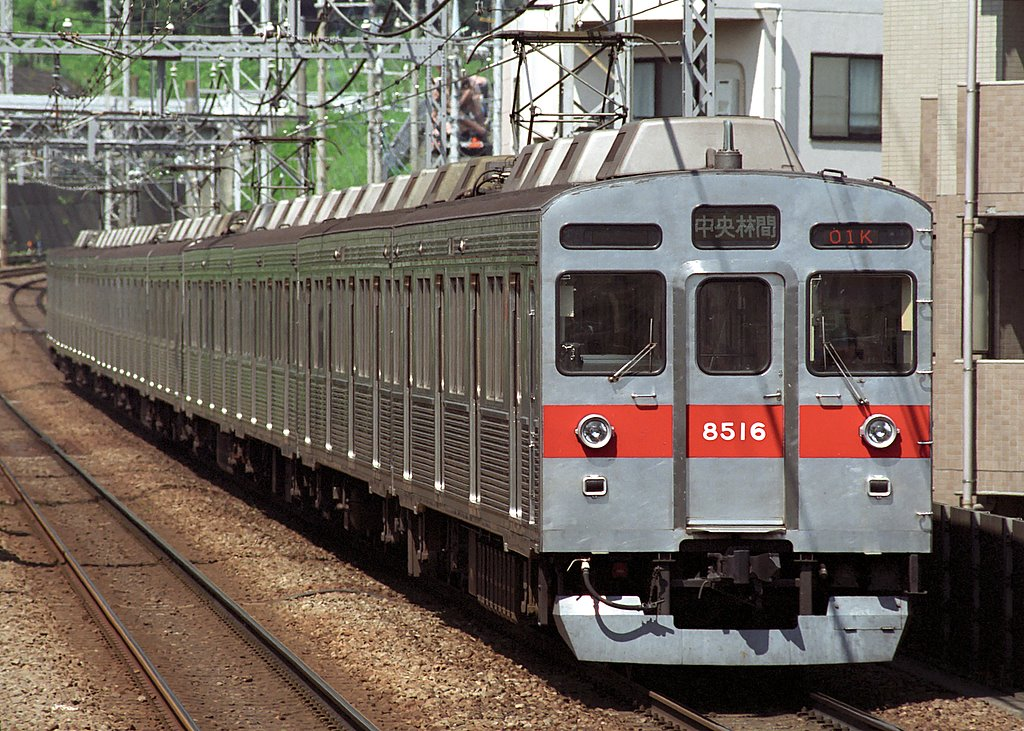
Tokyu 8500 series
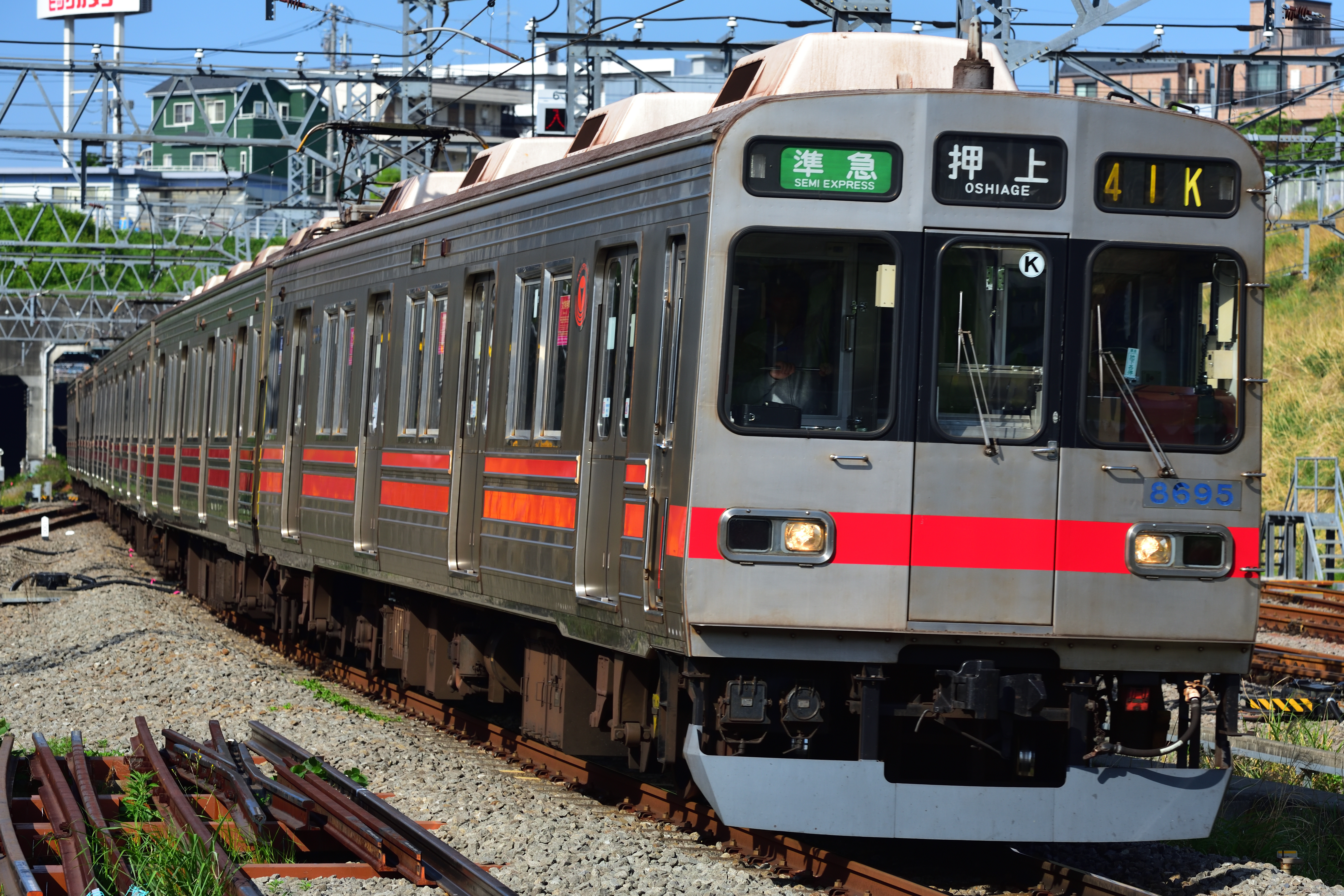
Tokyu 8590 series
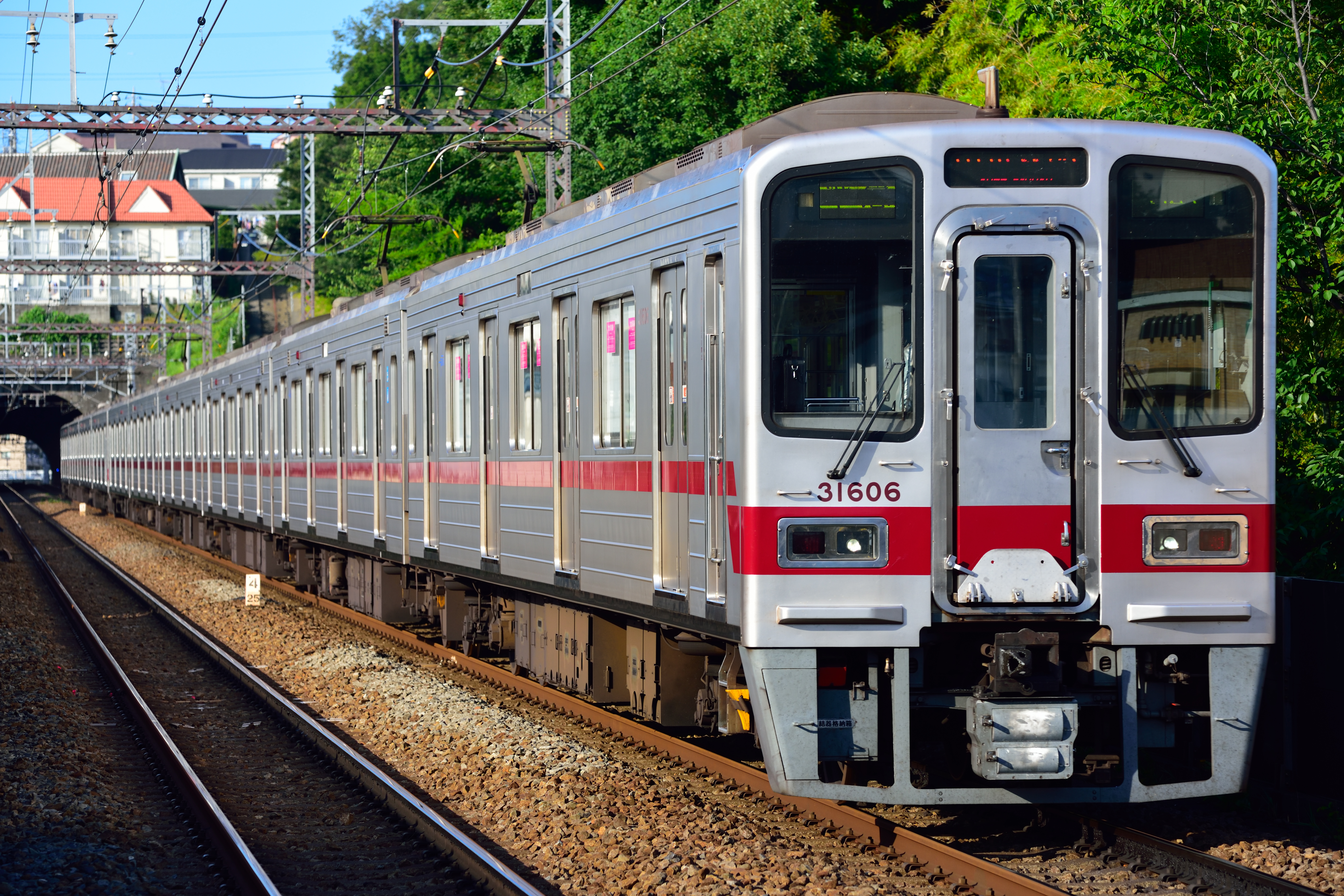
Tobu 30000 series
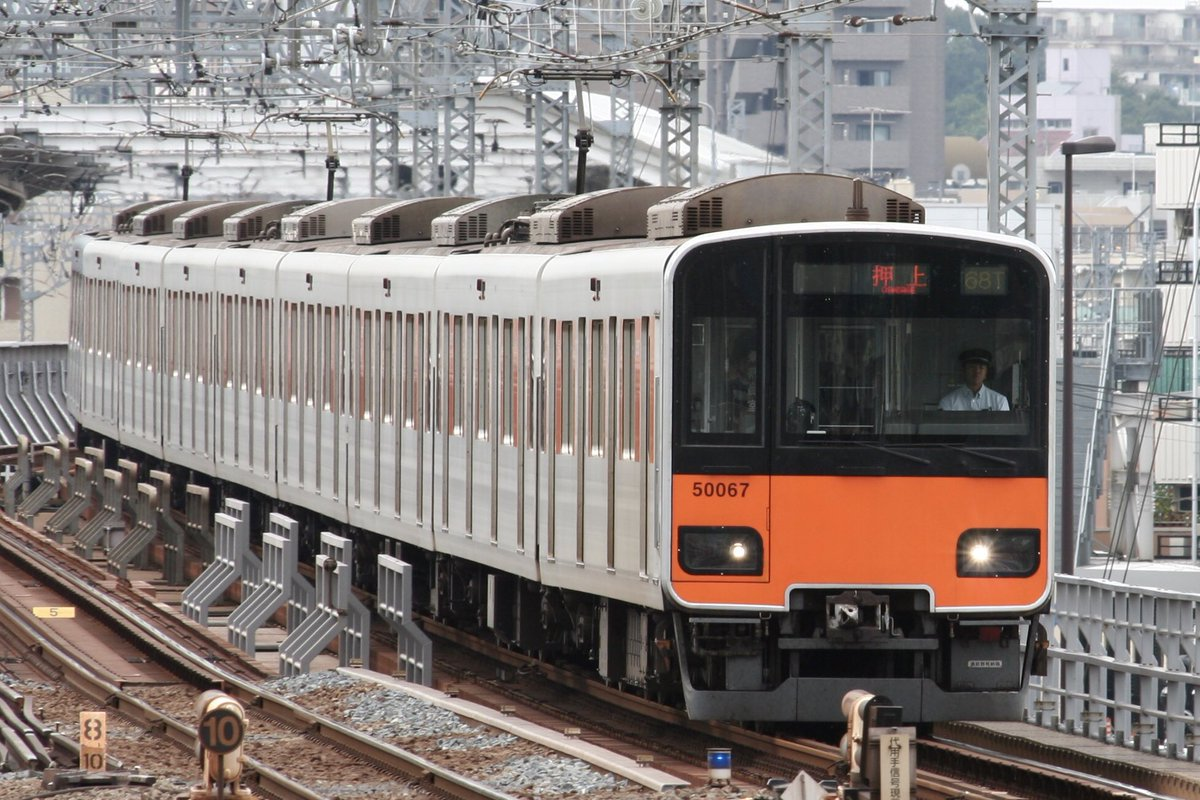
Tobu 50050 series